# 短额扁蝇虎
短额扁蝇虎（学名：Menemerus brachygnathus）为跳蛛科扁蝇虎属的动物。分布于印度、越南、马来西亚、日本、阿根廷、台湾岛以及中国大陆的北京、河北、江苏、安徽、江西、湖北、湖南、福建、海南、广西、贵州、云南等地。